# Mistrzostwa Świata w Narciarstwie Alpejskim 2001 – kombinacja kobiet
Kombinacja kobiet na 36. Mistrzostwach Świata w Narciarstwie Alpejskim została rozegrana 2 lutego 2001 roku, na trasie Kandahar. Tytułu z MŚ w Vail/Beaver Creek nie obroniła Pernilla Wiberg ze Szwecji, która nie wzięła udziału w zawodach. Nową mistrzynią świata została Niemka Martina Ertl, srebrny medal zdobyła Austriaczka Christine Sponring, a trzecie miejsce zajęła Włoszka Karen Putzer.

## Wyniki
| Ranking | Zawodniczka        | Państwo           | Czas    | Strata |
| ------- | ------------------ | ----------------- | ------- | ------ |
| 01 !    | Martina Ertl       | Niemcy            | 2:55,65 | -      |
| 02 !    | Christine Sponring | Austria           | 2:58,23 | +2,58  |
| 03 !    | Karen Putzer       | Włochy            | 2:58,69 | +3,04  |
| 4       | Corinne Rey-Bellet | Szwajcaria        | 2:59,43 | +3,78  |
| 5       | Petra Haltmayr     | Niemcy            | 2:59,79 | +4,14  |
| 6       | Stefanie Schuster  | Austria           | 3:01,60 | +5,95  |
| 7       | Emily Brydon       | Kanada            | 3:01,65 | +6,00  |
| 8       | Pia Käyhkö         | Finlandia         | 3:02,66 | +7,01  |
| 9       | Jonna Mendes       | Stany Zjednoczone | 3:02,95 | +7,30  |
| 10      | Kirsten Lee Clark  | Stany Zjednoczone | 3:03,18 | +7,53  |
| 11      | Tamara Schädler    | Liechtenstein     | 3:03,83 | +8,18  |
| 12      | Ella Alpiger       | Szwajcaria        | 3:07,81 | +12,16 |
| 13      | Sara-Maude Boucher | Kanada            | 3:08,27 | +12,62 |
| 14      | Rowena Bright      | Australia         | 3:10,45 | +14,80 |
| 15      | Daniela Ceccarelli | Włochy            | 3:12,53 | +16,88 |
| —       | Renate Götschl     | Austria           | DNF     | —      |
| —       | Selina Heregger    | Austria           | DNF     | —      |
| —       | Britt Janyk        | Kanada            | DNF     | —      |
| —       | Janica Kostelić    | Chorwacja         | DNF     | —      |
| —       | Caroline Lalive    | Stany Zjednoczone | DNF     | —      |
| —       | Marlies Oester     | Szwajcaria        | DNF     | —      |
| —       | Lucia Recchia      | Włochy            | DNF     | —      |